# 中本誠司現代美術館
中本誠司現代美術館（なかもとせいしげんだいびじゅつかん）は、宮城県仙台市青葉区東勝山二丁目にある美術家、中本誠司の個人美術館。中本誠司の作品を収蔵展示する。

## 沿革・概要
2階に中本誠司の作品を常設展示している。1階は貸ギャラリーとなっており、種々の展覧会を開催する。
- 1976年（昭和51年）6月 - モニュメントとして「我々の家・中本誠司個人美術館」が竣工。
- 2004年（平成16年）1月 - 中本が2000年に亡くなるまで拠点としていた自宅兼アトリエをNPO法人・ 中本誠司現代美術館とする[4]。
- 2013年（平成25年）5月 - 「せんだい21アンデパンダン展」の会場の１つとなる[2]。
- 2015年（平成27年）10月 - 「せんだい21アンデパンダン展」の会場の１つとなる[5]。

## 主なコレクション
- 中本誠司の作品

## 開館時間
- 11:00～16:00

## 定休日
- 火曜日・年末年始

## 入館料
- 無料（有料の場合もあり）

## アクセス
- JR東日本仙台駅から車で約15分
- 仙台駅西口バスプール　宮城交通　4番のりばから「虹の丘団地キャンプ場」行き（市役所東勝山経由）北仙台中学校前　下車 徒歩1分
- 駐車場　3台/無料